# 강철의 연금술사 (영화)
《강철의 연금술사》(일본어: 鋼の錬金術師 하가네노 렌킨주쓰시[*])는 2017년 개봉된 일본의 판타지 영화로, 아라카와 히로무의 동명 만화를 원작으로 한다. 소리 후미히코가 연출하고 야마다 료스케가 주인공 에드워드, 혼다 츠바사가 윈리, 딘 후지오카가 로이 머스탱, 혼고 카나타가 엔비 역으로 출연한다.

## 줄거리
'강철의 연금술사' 영화는 아메스트리스라는 가상 국가를 배경으로, 어린 형제 에드워드 엘릭과 알폰스 엘릭이 죽은 어머니를 되살리기 위해 금기된 인체 연성을 시도하면서 이야기가 시작된다. 연성 실패의 대가로 에드워드는 왼쪽 다리를, 알폰스는 진리의 문으로 끌려가 영혼만 남게 된다. 에드워드는 동생의 영혼을 갑옷에 정착시키기 위해 자신의 오른팔을 희생하고, 이후 잃어버린 팔다리는 오토메일이라는 기계 의수로 대체된다.
군에 합류한 에드워드는 '강철의 연금술사'라는 칭호를 얻고, 동생의 몸을 되찾기 위한 여정을 시작한다. 둘은 현자의 돌을 찾기 위해 여러 사람들을 만나지만, 그 과정에서 충격적인 진실을 마주하게 된다. 생체 연성 전문가인 쇼우 터커는 자신의 지위를 유지하기 위해 딸과 개를 합성한 키메라를 만들어내고, 연금술사 마르코는 살해당한다. 에드워드는 현자의 돌이 비윤리적으로 인간의 생명을 통해 만들어진다는 것을 알게 되자 큰 충격에 빠진다.
그들은 5번 연구소에서 현자의 돌의 진실을 알게 되고, 인조인간 러스트와 파트너인 하쿠로가 군 내부에서 현자의 돌을 만들어내고 있다는 사실을 밝혀낸다. 하쿠로는 인조인간 군대를 활성화하지만, 결국 인조인간들에게 살해당한다. 러스트는 머스탱에 의해 제거되지만, 그는 에드워드에게 복수를 다짐한다. 에드워드는 현자의 돌을 통해 동생을 되찾을 수 있었지만, 그 방법을 포기하고 새로운 방법을 찾기로 결심한다. 마지막 장면에서는 인조인간 엔비가 살아남아 또 다른 복수를 계획하는 모습을 보여주며 영화가 끝난다.

## 출연진
- 야마다 료스케/신용우, 이태경 (젊은) - 에드워드 엘릭
- 미즈이시 토무/최승훈 - 알폰스 엘릭
- 혼다 츠바사/이지현 - 윈리 록벨
- 딘 후지오카/장민혁 - 로이 머스탱
- 렌부쓰 미사코 - 리자 호크아이
- 쿠니무라 준 - 팀 마르코
- 이시마루 겐지로/송준석 - 코르넬로
- 하라다 나츠키 - 그레이샤 휴즈
- 사토 류타/박영재 - 매스 휴즈
- 와타나베 나츠나 - 마리아 로스
- 오오이즈미 요 - 쇼우 터커
- 코히나타 후미요 - 하루코 장군
- 혼고 카나타 - 엔비
- 우치야마 신지 - 글러트니
- 마츠유키 야스코 - 러스트